# Busverkehr in Frankfurt am Main

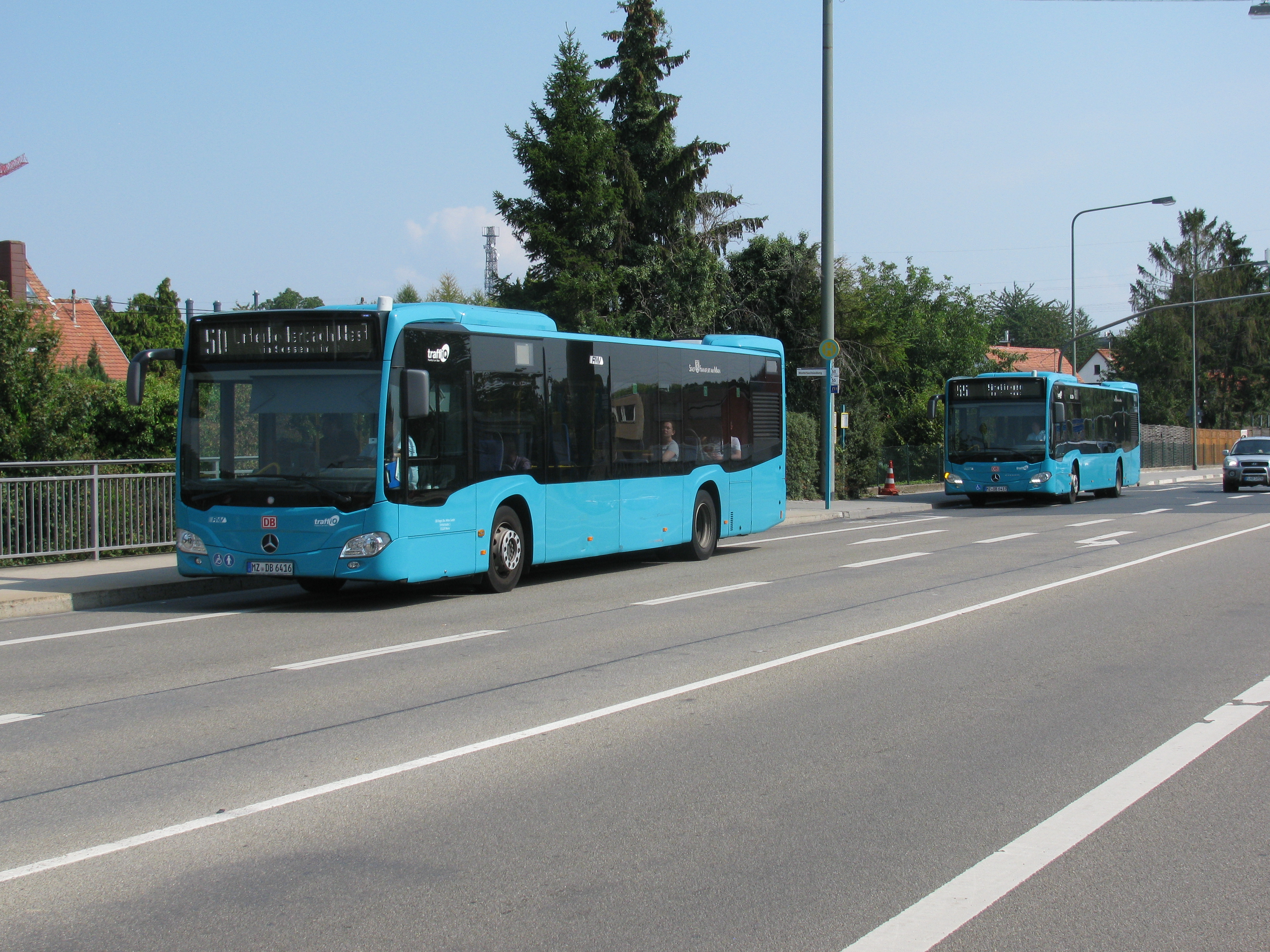
Zwei Stadtbusse im Linienverkehr in Frankfurt auf der Westerbachstraße oberhalb der A 648

Der Busverkehr in Frankfurt am Main ist neben S-Bahn, U-Bahn und Straßenbahn ein wichtiger Bestandteil des Nahverkehrs in Frankfurt am Main.

## Geschichte

### Erste Wagen
Die ersten Pferdeomnibuslinien zwischen Bockenheim und dem Hanauer Bahnhof, dem Vorläufer des Ostbahnhofs an der Zobelstraße, über die Hauptwache sowie zwischen dem Westendplatz und dem Offenbacher Bahnhof (Lokalbahnhof) wurden 1863 eröffnet. Eine dritte Linie folgte später zwischen Hauptwache und Bornheim. Mit dem Bau der Pferde- bzw. Straßenbahnstrecken zu Ende des 19. Jahrhunderts wurde der Omnibusverkehr allerdings wieder eingestellt.

### Erste Linie
Erst 1925 wurde in Frankfurt wieder ein Busverkehr mit acht Kraftomnibussen eingerichtet. Mit der Eingemeindung 1928 wurde der Busbetrieb der bis dahin selbstständigen Stadt Höchst übernommen.

### Nach dem Zweiten Weltkrieg

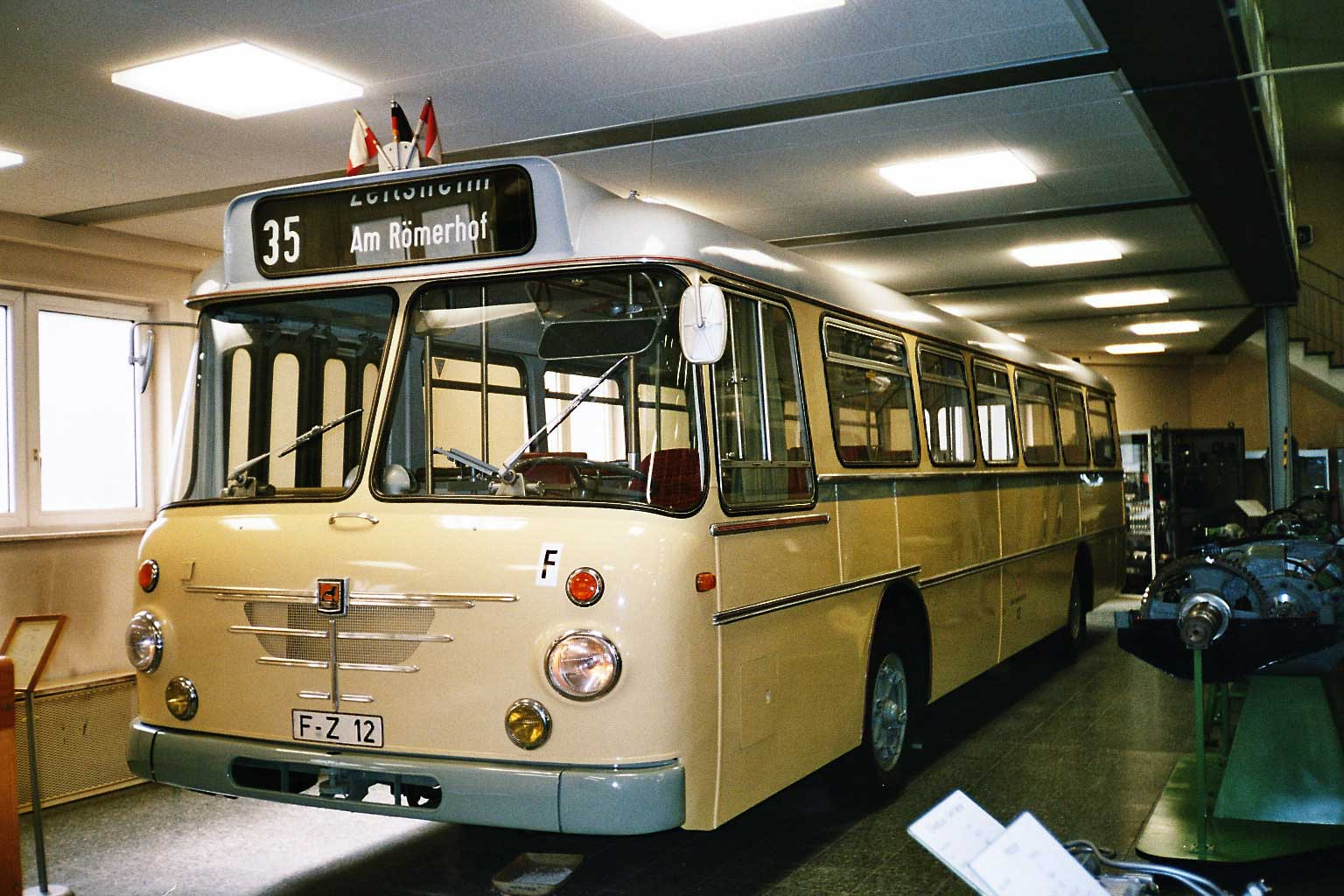
Ein Omnibus der Firma Büssing

1951 gab es dann eine Neuentwicklung. Schnellbusse, die anfangs zum Beispiel als 61S oder 66 bezeichnet wurden, fuhren ab 1953 mit besonderen Liniennummern, die zudem noch als rote Liniennummern geschildert waren:
41 Hauptbahnhof – Flughafen (1953–1974)
42 Hauptbahnhof – Höchst Farbwerke (1954–1955)
44 Goetheplatz – Nordweststadt (1965–1968)
45 Roßmarkt – / Taunusanlage – Bad Homburg (1955–1960)
46 Hauptbahnhof – Offenbach Kaiserstraße (1953–1974)
Die Linie 44 wurde nach der Fertigstellung der U-Bahn Frankfurt eingestellt. Schnellbusse gab es bis Dezember 2020 zwar nicht mehr in Frankfurt, aber in den Tarifinformationen des Rhein-Main-Verkehrsverbundes (RMV) tauchten die zuschlagpflichtigen Buslinien auch weiterhin noch auf.

### Alternativer Antrieb
In Frankfurt nahm im Dezember 2018 die erste Elektrobus-Linie ihren Betrieb auf. Die Linie 75 verbindet die Uni-Standorte Bockenheim und Campus Westend. Für die fünf E-Busse vom polnischen Hersteller Solaris und die Ladestation im Betriebshof hat die Betreibergesellschaft 1,9 Millionen Euro investiert.
Bis Ende 2019 sollen drei Brennstoffzellenbusse als Teil des Projektes „H2Bus Rhein-Main“ vom Hersteller Autosan in Sanok (Polen) eingesetzt werden. Die Reichweite soll 300 km mit einer 15-minütigen Füllung betragen. Die nötige Infrastruktur wird an der bereits bestehenden Wasserstoff-Tankstelle im Industriepark Höchst bereitgestellt. Ebenso bekommen Wiesbaden und Mainz ab Mitte 2019 je vier dieser Brennstoffzellenbusse im Zuge des auf sechs Jahre angelegten Projektes.

### Versuchsprojekte

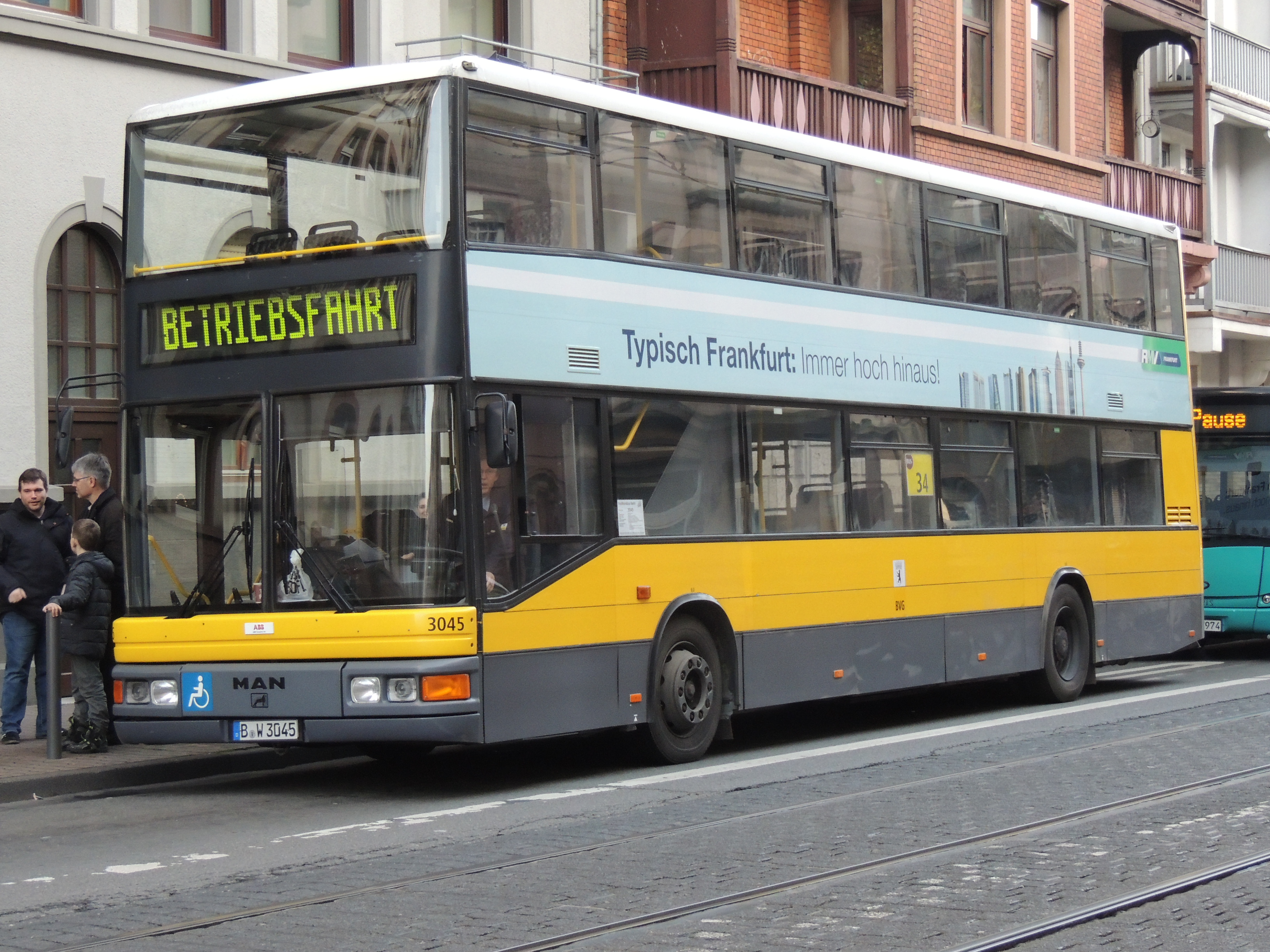
MAN ND 202 im Testeinsatz in Frankfurt-Bornheim, 2015

#### Doppeldecker in Frankfurt
Auf einigen Linien wurden mehrere Jahre von 1967 bis 1976 Doppeldeckerbusse des Nutzfahrzeugherstellers Büssing vom Typ Präfekt 26 eingesetzt. 1993 erfolgte ein Test mit einem Neoplan N 4032/4 Megashuttle im Messe Parkplatz-Zubringerverkehr und auf der Linie 30 zwischen Hainer Weg und Bad Vilbel. Im Dezember 2015 ließ die Nahverkehrsgesellschaft traffiQ auf der Linie 34 einen museal bei Traditionsbus Berlin erhaltenen MAN ND 202 testen, um die Akzeptanz bei den Fahrgästen zu erheben. Damit sollte überprüft werden, ob in Zukunft wieder Doppeldeckerbusse zur Kapazitätssteigerung auf bestimmten Linien in Frankfurt eingesetzt werden können, auf denen der Einsatz von Gelenkbussen aus Platzgründen nicht in Frage kommt. Im Februar 2016 wurde ein weiterer Test mit dem Typ MAN Lion’s City DD A39 auf der Linie 30 zwischen Sachsenhausen und Bad Vilbel durchgeführt. Die Auswertung ergab, dass die Fahrgäste auf kurzen Strecken die obere Etage meiden und somit kein ordentlicher Ablauf gewährleistet werden kann.

## Planungen
Im aktuellen Nahverkehrsplan sind einige Ausbauplanungen im Busverkehr vorgesehen.

### Ergänzung des Metro- und Expressbusnetzes
Das Metrobusnetz, das in einer ersten Ausbaustufe bereits zum Fahrplanwechsel 2020/2021 umgesetzt wurde, soll durch Linienverlängerungen und gänzlich neuen Metro- und Expressbuslinien in einer zweiten Ausbaustufe ausgebaut werden.
M32: Die bestehende Metrobuslinie soll am östlichen Ende über die Osthafenbrücke weiter nach Süden verlängert werden und so die neue Endhaltestelle „Südbahnhof“ erreichen.
M34: Die bestehende Metrobuslinie soll nach Südwesten bis Griesheim verlängert werden. Neue Endhaltestelle wird dann „Griesheim Bahnhof“ sein.
M39: Die bisherige Stadtbuslinie 39 soll in eine Metrobuslinie umgewandelt werden und im Nordosten durch einen zusätzlichen Linienast ergänzt werden, der alternierend bedient wird. Die Endhaltestellen im Nordosten werden dann die bestehende Endhaltestelle „Berkersheim Mitte“ sowie „Preungesheim Gravensteiner Platz“ sein. Der neue Linienast wird von der bestehenden Stadtbuslinie 63 übernommen.
M51: Die bestehende Stadtbuslinie 51 soll in das Metrobusnetz übernommen werden und wie die M39 in zwei Linienäste aufgeteilt werden. Die bisherige westliche Endhaltestelle „Industriepark Höchst Tor Ost“ entfällt dabei, und die neue Linie wird sich bereits am Höchster Bahnhof in ihre zwei Linienäste verzweigen. Ein Linienast soll dabei anstelle der Linie 50 nach Unterliederbach geführt werden, während der zweite Linienast das Neubaugebiet Parkstadt bedienen soll. Die neuen westlichen Endhaltestellen werden dann „Unterliederbach West“ und eine neue Haltestelle im Hortensienring sein.
M64: Die bestehende Stadtbuslinie 64 soll ebenfalls in eine Metrobuslinie umgewandelt werden. Dabei soll der bestehende Streckenabschnitt vom Hauptbahnhof ins Europaviertel aufgegeben werden, da dieser Abschnitt ab 2027 von der U-Bahn-Linie U5 übernommen werden soll. Stattdessen soll die bisherige Stadtbuslinie 37 ersetzt werden und die südliche Endhaltestelle „Gutleutviertel Briefzentrum“ bedient werden. Seit Dezember 2024 ersetzt die Buslinie 64 zwischen Hauptbahnhof und Westhafen die bisherige Buslinie 33.

## Eingesetzte Fahrzeuge

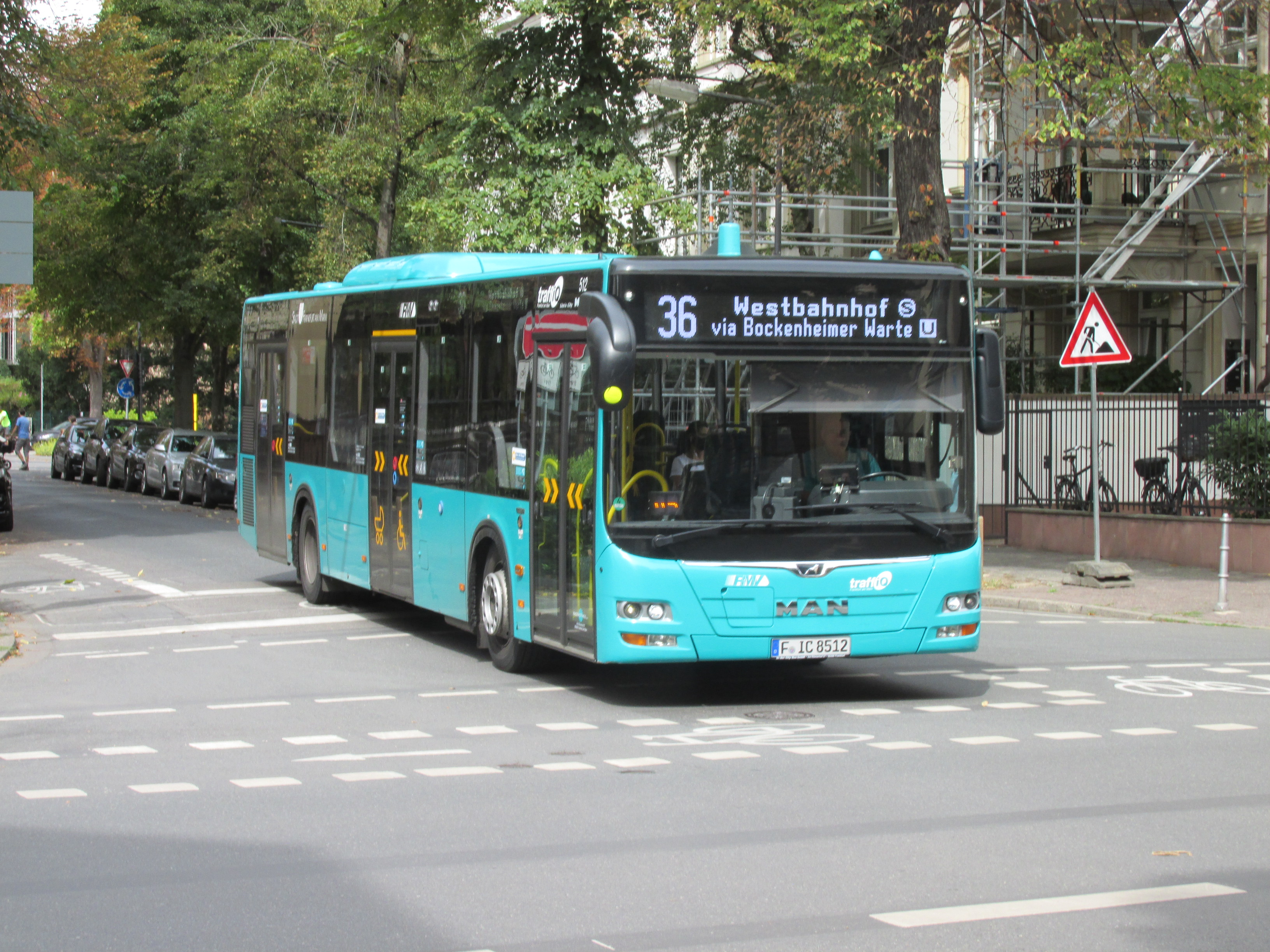
MAN Lion’s City A21 der In-der-City-Bus GmbH auf der Linie 36

| Hersteller | Typ                             | Betreiber                    | Länge | Baujahre  | Anmerkung                                                  | Anzahl        | Motor            | Getriebe                     |
| ---------- | ------------------------------- | ---------------------------- | ----- | --------- | ---------------------------------------------------------- | ------------- | ---------------- | ---------------------------- |
| Solaris    | Urbino 12 III                   | In-der-City-Bus              | 12m   | 2007      |                                                            |               | DAF              | ZF Friedrichshafen           |
| Solaris    | Urbino 12 III                   | In-der-City-Bus              | 12m   | 2009      |                                                            | 8             | DAF              | ZF Friedrichshafen           |
| Solaris    | Urbino 12 III                   | In-der-City-Bus              | 12m   | 2010      |                                                            | 17            | DAF              | ZF Friedrichshafen           |
| Solaris    | Urbino 12 III                   | In-der-City-Bus              | 12m   | 2011      |                                                            | 17            | DAF              | ZF Friedrichshafen           |
| Solaris    | Urbino 12 IV                    | In-der-City-Bus              | 12m   | 2016      |                                                            | 23            | DAF              | ZF Friedrichshafen           |
| Solaris    | Urbino 12 IV electric           | In-der-City-Bus              | 12m   | 2018      | Linie 75                                                   | 5             | Solaris Electric |                              |
| Solaris    | Urbino 12 IV                    | In-der-City-Bus              | 12m   | 2020      |                                                            | 21            | Cummins          | Voith                        |
| Solaris    | Urbino 12 IV hydrogen           | In-der-City-Bus              | 12m   | 2022      |                                                            | 13            | Solaris          |                              |
| MAN        | Lion’s City A21                 | In-der-City-Bus              | 12m   | 2018      |                                                            | 21            | MAN              | ZF Friedrichshafen und Voith |
| MAN        | Lion’s City 12C EfficientHybrid | In-der-City-Bus              | 12m   | 2020      | Hybridbus                                                  | 20            | MAN              | Voith                        |
| Evobus     | Citaro Facelift                 | In-der-City-Bus              | 12m   | 2013      | gelegentlicher Einsatz auf allen Linien ex. Autobus Sippel | 2 (ehemals 5) | Mercedes-Benz    | ZF Friedrichshafen           |
| Evobus     | Citaro C2                       | In-der-City-Bus              | 12m   | 2013      | Leihwagen von DB Regio Bus Mitte                           | 3             | Mercedes-Benz    | ZF Friedrichshafen           |
| Caetano    | City Gold 12                    | In-der-City-Bus              | 12m   | 2020      | Elektrobus                                                 | 2             |                  |                              |
| Solaris    | Urbino 18 III                   | In-der-City-Bus              | 18m   | 2009      | in Ausmusterung                                            | 9             | DAF              | ZF Friedrichshafen           |
| Solaris    | Urbino 18 III                   | In-der-City-Bus              | 18m   | 2011      | Hybridbus                                                  | 1             | Cummins          | Allison Transmission EV50    |
| Solaris    | Urbino 18 IV                    | In-der-City-Bus              | 18m   | 2020      |                                                            | 8             | DAF              | Voith                        |
| MAN        | Lion’s City A23                 | In-der-City-Bus              | 18m   | 2010      | in Ausmusterung                                            | 10            | MAN              | ZF Friedrichshafen           |
| Evobus     | Citaro C2 G                     | In-der-City-Bus              | 18m   | 2011      | -                                                          | 14            | Mercedes-Benz    | ZF Friedrichshafen           |
| Evobus     | Citaro C2 G                     | In-der-City-Bus              | 18m   | 2018      | -                                                          | 9             | Mercedes-Benz    | Voith                        |
| Evobus     | Citaro C2 G                     | In-der-City-Bus              | 18m   | 2020      | -                                                          | 18            | Mercedes-Benz    | Voith                        |
| Irizar     | ie bus 18 m                     | In-der-City-Bus              | 18m   | 2021      | Elektrobus                                                 | 11            |                  |                              |
| Evobus     | Citaro C2                       | DB Regio Bus Mitte           | 12m   | 2013      |                                                            | 9             | Mercedes-Benz    | ZF Friedrichshafen           |
| Evobus     | Citaro C2                       | DB Regio Bus Mitte           | 12m   | 2014      |                                                            | 45            | Mercedes-Benz    | ZF Friedrichshafen           |
| Evobus     | Citaro C2 G                     | DB Regio Bus Mitte           | 18m   | 2014      |                                                            | 17            | Mercedes-Benz    | ZF Friedrichshafen           |
| MAN        | Lion’s City A21                 | DB Regio Bus Mitte           | 12m   | 2021      |                                                            | 7             | MAN              | ZF Friedrichshafen           |
| MAN        | Lion’s City 18C                 | DB Regio Bus Mitte           | 18m   | 2023      |                                                            | 4             | MAN              | ZF Friedrichshafen           |
| MAN        | Lion’s City A23                 | DB Regio Bus Mitte           | 18m   | ca. 2012  | Ersatzwagen                                                | 1             | MAN              | ZF Friedrichshafen           |
| BYD        | Ebus-12 Greencity               | DB Regio Bus Mitte           | 12m   | 2023      |                                                            | 27            | BYD              | ZF Friedrichshafen           |
| Van Hool   | A 360                           | Transdev Rhein-Main (Alpina) | 10m   | 2007–2009 | vollständig ausgemustert                                   |               |                  |                              |
| Solaris    | Urbino 12 III                   | Transdev Rhein-Main (Alpina) | 12m   | ca. 2009  |                                                            | 2             |                  |                              |
| Evobus     | Citaro C2K                      | Transdev Rhein-Main (Alpina) | 10m   | 2019–2021 | für die Midibuslinien beschafft                            | ca. 50        | Mercedes-Benz    | ZF Friedrichshafen und Voith |
| Evobus     | Citaro C2 G                     | Transdev Rhein-Main (Alpina) | 18m   | 2021      |                                                            | 17            | Mercedes-Benz    |                              |
| Ebusco     | 2.2 LF                          | Transdev Rhein-Main (Alpina) | 12m   | 2020–2021 | fährt auf den Linien M60 und 52                            | 25            |                  |                              |

## Nummerierung
In Frankfurt sind die Stadtbuslinien mit einer zweistelligen Nummer versehen. Um Verwechslungen mit den Straßenbahnlinien zu vermeiden, die ebenfalls mit zweistelligen Nummern bezeichnet werden, ist der Nummernbereich für Straßenbahnlinien 11–21, während die niedrigste Nummer für Buslinien 24 ist. Die 20er-Nummern waren bis in die 1990er Jahre für Straßenbahnlinien reserviert, als die Buslinie 29 geschaffen wurde. Diese zweistelligen Nummern folgen keiner besonderen Regel, mit Ausnahme der Praxis, dem Busverkehr in den nördlichen Stadtteilen Frankfurts eine 2er-Nummer und dem Verkehr im Westen eine 5er-Nummer zu geben. Seit 2020 wird einigen Liniennummern auch ein „M“ oder „X“ vorgestellt, um Metrobusse und Expressbusse zu kennzeichnen.
Der Regionalbusverkehr unterliegt dem Nummerierungsschema des Rhein-Main-Verkehrsverbundes (RMV) und erhält dreistellige Nummern bzw. zweistellige Nummern mit X für regionale Expressbusse. Lokale Buslinien anderer Städte und Landkreise haben ein eigenes Nummerierungsschema, was teilweise zu Überlappungen von Liniennummern führen kann. Um Verwechslungen zu vermeiden, tragen diese Linien meistens vor der Liniennummer noch das Kfz-Kennzeichen der jeweiligen Städte oder Landkreise (z. B. MKK-23 oder OF-52).
Vor 1940 fuhr nur die Straßenbahn mit zweistelligen Liniennummern. Das heutige Nummernschema wurde 1940 geschaffen, um die damals bestehende alphabetische Bezeichnung (A–P und Z) zu ersetzen. Einige Buslinien tragen noch ihre ursprüngliche Nummer (54, 55, 58, 59, 60, 61, 63), andere erhielten neue Nummern, als niedrigere Nummern von eingestellten Straßenbahnlinien verfügbar wurden.
| vor 1940 | nach 1940   | heute       | ursprüngliche Stadtteile/Nachbargemeinden |
| -------- | ----------- | ----------- | ----------------------------------------- |
| A        | 51          | 31          | Ostend                                    |
| B        | 52          | M32         | Ostend, Nordend, Westend                  |
| C        | 53          | eingestellt | Bockenheim                                |
| D        | 54          | 54          | Nied, Höchst, Sindlingen, Zeilsheim       |
| E        | 55          | M55         | Rödelheim, Sossenheim, Höchst, Sindlingen |
| F        | eingestellt | eingestellt | Ostend, Fechenheim                        |
| G        | 57          | 30          | Bad Vilbel, Seckbach, Bornheim, Nordend   |
| H        | 58          | 58          | Eschborn, Sossenheim, Höchst              |
| J        | 59          | 59          | Unterliederbach, Höchst                   |
| K        | 60          | M60         | Heddernheim, Praunheim                    |
| L        | 61          | 61          | Gutleutviertel, Sachsenhausen, Flughafen  |
| P        | 63          | 63          | Preungesheim, Frankfurter Berg            |
| Z        | eingestellt | eingestellt | Flughafen                                 |

## Linienbündel
Um die Ausschreibung der Betreiber zu vereinfachen, fasst die lokale Verkehrsgesellschaft traffiQ die Frankfurter Buslinien zu Linienbündeln zusammen.
Die Bündel sind an folgende Dienstleister vergeben worden:
| Bündel  | Bündel                           | aktueller Betreiber                             | Start             | Ende              |
| Kürzel  | Name                             | aktueller Betreiber                             | Start             | Ende              |
| ------- | -------------------------------- | ----------------------------------------------- | ----------------- | ----------------- |
| A       | Rödelheim                        | Alpina (Transdev)                               | 9. Dezember 2012  | 8. Dezember 2029  |
| B       | Höchst                           | DB Regio Bus Mitte (ehem. DB Busverkehr Hessen) | 14. Dezember 2014 | 10. Dezember 2032 |
| C       | Südmain                          | In-der-City-Bus                                 | 13. Dezember 2020 | 14. Dezember 2030 |
| D       | Ost                              | In-der-City-Bus                                 | 1. August 2015    | 31. Juli 2025     |
| E       | Stadtzentrum                     | In-der-City-Bus                                 | 11. Dezember 2016 | 12. Dezember 2026 |
| F Los 1 | Sachsenhausen Teilnetz Midibusse | DB Regio Bus Mitte                              | 15. Dezember 2013 | 10. Dezember 2021 |
| F Los 2 | Sachsenhausen Teilnetz Solobusse | DB Regio Bus Mitte                              | 15. Dezember 2013 | 10. Dezember 2021 |
| G       | Midibus                          | Alpina (Transdev)                               | 10. Dezember 2006 | 9. Dezember 2028  |
| H       | Kleinbus                         | Urberacher Omnibusbetrieb                       | 9. Dezember 2018  | 12. Dezember 2026 |

Auf Antrag des Magistrats beschloss die Stadtverordnetenversammlung im Juli 2014, das Linienbündel D für den Zeitraum von August 2015 bis Juli 2025 nicht auszuschreiben, sondern direkt an die städtische Tochtergesellschaft In-der-City-Bus GmbH zu vergeben. Der Magistrat befürchtete aufgrund der Ergebnisse der letzten Ausschreibungen eine zunehmende Marktkonzentration und hielt es für geboten, ein funktionsfähiges kommunales Busverkehrsunternehmen einschließlich der zugehörigen Infrastruktur (Werkstätten und Betriebshof) als Handlungsalternative zu erhalten.

## Linien
Frankfurt wird von vier städtischen Expressbuslinien, acht Metrobuslinien und 45 Stadtbuslinien versorgt. Zudem wird der Nachtverkehr in den Nächten von Sonntag bis Donnerstag mit acht Nachtbuslinien verstärkt. In den äußeren Stadtteilen sowie an großen Umsteigebahnhöfen verkehren zudem diverse regionale Buslinien des Rhein-Main-Verkehrsverbundes und Buslinien von benachbarten Städten und Landkreisen.

### Metrobus
Die nachfragestärksten Buslinien werden als Metrobuslinien bezeichnet:
M32 Westbahnhof – Bockenheimer Warte – Miquel-/Adickesallee – Höhenstraße – Ostbahnhof
M34 Gallus Mönchhofstraße – Rödelheim Bahnhof – Industriehof – Dornbusch – Bornheim Mitte
M36 Westbahnhof – Bockenheimer Warte – Westend – Konstablerwache – Sachsenhausen Hainer Weg
M43 Bergen Ost – Seckbach – Bornheim Mitte
M46 Hauptbahnhof – Europaviertel – Römerhof
M55 Sindlingen Friedhof – Zeilsheim – Höchst Bahnhof – Mainberg – Zuckschwerdtstraße – Rödelheim Bahnhof
M60 Rödelheim Bahnhof – Heerstraße – Nordwestzentrum – Heddernheim (– Alt-Eschersheim Im Uhrig)
M72/M73 Nordwestzentrum – Industriehof – Rödelheim / – Westbahnhof
Diese fahren rund um die Uhr: Tagsüber im 10-Minuten-Takt, an Sonn- und Feiertagen im 15-Minuten-Takt und nachts jede halbe Stunde.

### Expressbus
Buslinien, die durch Auslassung von Haltestellen beschleunigt sind, werden als Expressbusse gekennzeichnet.
Neben den städtischen Expressbuslinien, die die Stadtteile Höchst, Sindlingen und Sachsenhausen mit dem Flughafen verbinden, gibt es rund um Frankfurt einen Ring von regionalen Expressbuslinien, die die Nachteile des sternförmigen S-Bahn-Netzes kompensieren. Dadurch ist es möglich, zwischen nebeneinander liegenden größeren Orten mit dem Expressbus zu fahren, ohne mit der S-Bahn am Frankfurter Hauptbahnhof umsteigen zu müssen.
Expressbusse werden mit einem X vor der Liniennummer gekennzeichnet.

### Nachtverkehr
| verkehrt nachts          | Metrobus | Expressbus | Stadtbus | Nachtbus | Bahn · S · U · Tram |
| ------------------------ | -------- | ---------- | -------- | -------- | ------------------- |
| wochentags (So/Mo–Do/Fr) | x 1      | –          | o 2      | x        | – 3                 |
| Wochenende (Fr/Sa–Sa/So) | x 1      | –          | o 2      | –        | o 4                 |

An Wochenenden verkehren in Frankfurt S-Bahn-Linien sowie ausgewählte U- und Straßenbahnlinien auch nachts.
An Wochentagen verkehren verschiedene schienennahe Nachtbuslinien, die die U- und Straßenbahnen in den Nächten ersetzen. Diese Linien tragen die Liniennummer der jeweiligen U- oder Straßenbahnlinie und werden mit einem großen „N“ vor dieser Liniennummer gekennzeichnet. Diese städtischen Nachtbuslinien werden von regionalen Nachtbuslinien ergänzt, die mit einem kleinen „n“ gekennzeichnet sind.
Zusätzlich fahren auch die Metrobuslinien täglich nachts (mit Ausnahme der Linie M73 sowie dem Streckenabschnitt Heddernheim – Alt-Eschersheim Im Uhrig der Linie M60).
Die Linien 28, 29, 39, 58, 59, 61, 62 und 63 fahren auch zusätzlich nachts, werden aber nicht gesondert als Nachtbuslinien gekennzeichnet. Sie verkehren im Halbstunden- oder Stundentakt.

### Liste der Linien
| Linie 5 | Typ                              | Linienführung | Bündel 5                |
| ------- | -------------------------------- | --- | ----------------------- |
| S3N     | Regionaler Nachtbus              | Königstein Stadtmitte – Bad Soden – Eschborn – Sossenheim – Rödelheim Bahnhof – Festhalle/Messe – Frankfurt Hauptbahnhof/Fernbusterminal |                         |
| S4N     | Regionaler Nachtbus              | Königstein Stadtmitte – Kronberg – Eschborn – Sossenheim – Rödelheim Bahnhof – Festhalle/Messe – Frankfurt Hauptbahnhof/Fernbusterminal |                         |
| N4      | Nachtbus                         | Bockenheimer Warte – Seckbacher Landstraße | D                       |
| S5N     | Regionaler Nachtbus              | Bad Homburg Bahnhof – Oberursel Bahnhof – Rödelheim Bahnhof – Festhalle/Messe – Frankfurt Hauptbahnhof/Fernbusterminal |                         |
| N5      | Nachtbus                         | Preungesheim – Frankfurt Hauptbahnhof | E                       |
| N7      | Nachtbus                         | Praunheim Heerstraße – Enkheim | A                       |
| N8      | Nachtbus                         | Nieder-Eschbach – Riedberg – Frankfurt Südbahnhof | G                       |
| N11     | Nachtbus                         | Fechenheim Friedhof – Höchst Zuckschwerdtstraße | B                       |
| X11     | Regionaler Expressbus            | Bad Soden Bahnhof – Sulzbach Bahnstraße – Höchst Bahnhof |                         |
| N12     | Nachtbus                         | (kommt als Linie N18 von Seckbach Unfallklinik) Konstablerwache – Schwanheim Rheinlandstraße | C                       |
| X15     | Regionaler Expressbus            | Darmstadt Mathildenplatz – Gräfenhausen – Mörfelden Bahnhof – Walldorf – Flughafen Terminal 1 | LGG-Flughafen Süd       |
| N16     | Nachtbus                         | Ginnheim Mitte – Offenbach Stadtgrenze | C                       |
| X17     | Regionaler Expressbus            | Hofheim – Hattersheim – Flughafen Terminal 1 – Gateway Gardens Mitte – Neu-Isenburg | MTK-Flughafen           |
| N18     | Nachtbus                         | Seckbach Unfallklinik – Konstablerwache (weiter als Linie N12 nach Schwanheim Rheinlandstraße) | C                       |
| X18     | Regionaler Expressbus            | Dietzenbach Mitte – Neu-Isenburg – Flughafen CargoCity Süd – Walldorf | LOF Nordwest            |
| X19     | Regionaler Expressbus            | Obertshausen – Heusenstamm – Neu-Isenburg – Flughafen Terminal 1 | LOF Nordwest            |
| MKK-22  | Sonstiger Lokalbus               | (Hanau Freiheitsplatz –) Maintal-Dörnigheim – Maintal-Wachenbuchen (– Fechenheim Roter Graben) |                         |
| MKK-23  | Sonstiger Lokalbus               | Hanau Freiheitsplatz – Maintal-Dörnigheim – Maintal-Bischofsheim – Fechenheim Roter Graben – Enkheim |                         |
| MKK-23E | Sonstiger Expressbus             | Maintal-Dörnigheim – Enkheim (nur HVZ) |                         |
| 24      | Stadtbus                         | Kalbach Frischezentrum – Kalbach | G                       |
| 25      | Stadtbus                         | Berkersheim Bahnhof – Harheim Tempelhof – Nieder-Erlenbach Im Fuchsloch | G                       |
| MKK-25  | Sonstiger Lokalbus               | Maintal-Wachenbuchen – Maintal-Hochstadt – Maintal-Bischofsheim – Fechenheim Roter Graben – Enkheim |                         |
| MKK-25E | Sonstiger Expressbus             | Maintal-Wachenbuchen – Maintal-Hochstadt – Hessen-Center – Enkheim (nur HVZ) |                         |
| 27      | Stadtbus                         | Nieder-Eschbach – Bonames – Frankfurter Berg Bahnhof – Berkersheim Am Neuenberg – Preungesheim | G                       |
| 28      | Stadtbus                         | (Riedberg – Rathaus Kalbach –) Kalbach – Harheim Tempelhof | G                       |
| 29      | Stadtbus                         | Nieder-Erlenbach Hohe Brück – Nieder-Eschbach – Gewerbegebiet Nieder-Eschbach – Ben-Gurion-Ring – Kalbach – Rathaus Kalbach – Uni Campus Riedberg – Riedberg – Mertonviertel – Nordwestzentrum                                                                   | G                       |
| 30      | Stadtbus                         | Bad Vilbel Bahnhof – Bad Vilbel Südbahnhof – Heilsberg – Heiligenstock – Seckbach Unfallklinik – Friedberger Warte (– Nibelungenplatz – Friedberger Landstraße – Konstablerwache – Lokalbahnhof – Darmstädter Landstraße – Sachsenhausen-Süd Hainer Weg)         | D                       |
| 31      | Stadtbus                         | Fechenheim Hugo-Junkers-Straße – Osthafen Kaiserleibrücke – Ostbahnhof – Ostend Zoo | D                       |
| M32     | Metrobus                         | Ostbahnhof – Höhenstraße – Nordend-Ost Nibelungenplatz – Miquel-/Adickesallee – Bockenheimer Warte – Bockenheim Westbahnhof | E                       |
| M34     | Metrobus                         | Gallus Mönchhofstraße – Rebstock – Rödelheim Bahnhof – Industriehof – Kirchplatz – Ginnheim Markus-Krankenhaus – Dornbusch – Eckenheim Marbachweg/Sozialzentrum – Friedberger Warte – Bornheim Mitte                                                             | E                       |
| 35      | Stadtbus                         | Sachsenhausen-Süd Lerchesberg – Sachsenhausen Stresemannallee/Mörfelder Landstraße | F Los 1                 |
| M36     | Metrobus                         | Westbahnhof – Bockenheimer Warte – Westend – Uni Campus Westend – Holzhausenstraße – Nordend-West Adlerflychtplatz – Eschenheimer Tor – Konstablerwache – Lokalbahnhof – Darmstädter Landstraße – Sachsenhausen-Süd Hainer Weg                                   | D                       |
| 37      | Stadtbus                         | Gutleutviertel Briefzentrum – Gutleutstraße – Heilbronner Straße – Hauptbahnhof/Fernbusterminal | C                       |
| 38      | Stadtbus                         | Bornheim Sportcenter – Bornheim Mitte – Seckbacher Landstraße – Seckbach Atzelberg West | D                       |
| 39      | Stadtbus                         | Ginnheim Markus-Krankenhaus – Ginnheim Mitte – Dornbusch Hügelstraße – Eckenheim – Preungesheim – Berkersheim Mitte | E                       |
| 40      | Stadtbus                         | Enkheim Am Hessen-Center – Enkheim – Vilbeler Landstraße – Marktstraße/Landgraben – Bergen Ost | D                       |
| 41      | Stadtbus                         | Offenbach Hauptbahnhof – Offenbach Marktplatz – Fechenheim Carl-Benz-Straße Süd – Fechenheim Hugo-Junkers-Straße – Mainkur Bahnhof – Gwinnerstraße – Seckbach Leonhardsgasse                                                                                     | D                       |
| 42      | Stadtbus                         | Enkheim Victor-Slotosch-Straße – Enkheim – Riedschule – Marktstraße/Landgraben – Bergen Erlenseer Straße | D                       |
| M43     | Metrobus                         | Bornheim Mitte – Seckbacher Landstraße – Seckbach – Marktstraße/Landgraben – Bergen Ost | D                       |
| 44      | Stadtbus                         | Fechenheim Friedhof – Schießhüttenstraße – Mainkur Bahnhof – Gwinnerstraße – Seckbach Leonhardsgasse | D                       |
| 45      | Stadtbus                         | (Offenbach-Kaiserlei – Gerbermühle –) Sachsenhausen-Nord Deutschherrnbrücke – Lokalbahnhof – Südbahnhof → Sachsenhausen-Süd Großer Hasenpfad → Südbahnhof | F Los 1                 |
| M46     | Metrobus                         | Hauptbahnhof/Fernbusterminal – Platz der Einheit – Europaviertel – Rebstock Römerhof (Vorlaufbetrieb für die U-Bahn-Linie U5) | F Los 2                 |
| 47      | Stadtbus                         | Südbahnhof → Lokalbahnhof → Dielmannstraße → Seehofpark → Henninger Turm → Südbahnhof | F Los 1                 |
| 48      | Stadtbus                         | Südbahnhof → Lokalbahnhof → Henninger Turm → Goetheturm → Seehofpark → Henninger Turm → Südbahnhof | F Los 1                 |
| 50      | Stadtbus                         | Unterliederbach West – Höchst Bahnhof – Höchst Zuckschwerdtstraße – Friedhof Höchst – Sossenheim – Rebstock – Festhalle/Messe – Kettenhofweg – Bockenheimer Warte                                                                                                | B                       |
| 51      | Stadtbus                         | Industriepark Höchst Tor Ost – Höchst Bahnhof – Höchst Zuckschwerdtstraße/Bolongaropalast – Nied Kirche – Schwanheim – Goldstein – Haardtwaldplatz – Niederrad Triftstraße                                                                                       | C                       |
| 52      | Stadtbus                         | (Rebstock Gymnasium Römerhof –) Europaviertel West / Gallus Schloßborner Straße – Galluswarte – Ordnungsamt – Friedrich-Ebert-Siedlung – Griesheim Bahnhof – Griesheim Jägerallee                                                                                | F Los 2                 |
| OF-52   | Sonstiger Lokalbus               | Neu-Isenburg Waldfriedhof – Neu-Isenburg Isenburgzentrum West – Sachsenhausen-Süd Neu-Isenburg Stadtgrenze – Neu-Isenburg Bahnhof – Zeppelinheim Bahnhof |                         |
| 53      | Stadtbus                         | Zeilsheim Bahnhof – Zeilsheim Neu-Zeilsheim – Stadthalle Zeilsheim – Jahrhunderthalle – Industriepark Höchst Tor Nord – Höchst Bahnhof – Höchst Bolongaropalast/Ludwig-Scriba-Straße                                                                             | B                       |
| X53     | Expressbus                       | Flughafen Terminal 1 – Sindlingen Friedhof – Sindlingen Bahnhof – Zeilsheim Bahnhof – Jahrhunderthalle – Industriepark Höchst Tor Nord – Höchst Bahnhof – Höchst Bolongaropalast/Ludwig-Scriba-Straße                                                            | B                       |
| 54      | Stadtbus                         | Sindlingen Friedhof – Industriepark Höchst Tor West – Industriepark Höchst Tor Nord – Höchst Bahnhof – Höchst Zuckschwerdtstraße/Bolongaropalast – Nied Kirche – Griesheim Bahnhof                                                                               | B                       |
| M55     | Metrobus                         | Sindlingen Friedhof – Sindlingen Bahnhof – Zeilsheim Bahnhof – Zeilsheim Neu-Zeilsheim – Stadthalle Zeilsheim – Jahrhunderthalle – Ballsporthalle – Höchst Bahnhof – Höchst Zuckschwerdtstraße – Kurmainzer Straße – Dunantring – Sossenheim – Rödelheim Bahnhof | B                       |
| 56      | Stadtbus                         | Eschborn Südbahnhof – Sossenheim Wilhelm-Fay-Straße – Rödelheim Bahnhof – Rödelheim Eschborner Landstraße West | A                       |
| 56 6    | Sonstiger Lokalbus               | Friedrichsdorf (– Burgholzhausen Philipp-Reis-Schule –) Seulberg – Ober-Erlenbach – Nieder-Eschbach |                         |
| 57      | Stadtbus                         | Zeilsheim Siedlung Taunusblick – Lenzenbergstraße – Märchensiedlung – Zeilsheim Bahnhof – Sindlingen Bahnhof – Industriepark Höchst Tor West | H                       |
| X57     | Regionaler Expressbus            | Hanau Hauptbahnhof – Hanau Freiheitsplatz – Maintal-Dörnigheim - Enkheim | MKK X-Bus Hanau         |
| 58      | Stadtbus                         | Eschborn West – Eschborn Bahnhof – Mergenthalerallee – Sossenheim – Friedhof Höchst – Königsteiner Straße – Höchst Bahnhof – Industriepark Höchst Tor Ost – Industriepark Höchst Tor Süd – Flughafen Terminal 1                                                  | B                       |
| X58     | Expressbus                       | Höchst Bahnhof – Industriepark Höchst Tor K801 – Flughafen Terminal 1 | B                       |
| 59      | Stadtbus                         | Unterliederbach Cherurskerweg – Klinikum Höchst – Höchst Bahnhof – Höchst Zuckschwerdtstraße/Bolongaropalast – Nied Bahnhof – Griesheim Bingelsweg | B                       |
| M60     | Metrobus 7                       | Rödelheim Bahnhof – Guerickestraße – Praunheim Heerstraße – Niederursel Krankenhaus Nordwest – Heddernheim Hadrianstraße – Nordwestzentrum – Römerstadt – Heddernheim (– Alt-Eschersheim Im Uhrig)                                                               | A                       |
| 61      | Stadtbus                         | Flughafen Terminal 1 – Flughafen Terminal 2 – Gateway Gardens Nord – Stadion – Oberforsthaus – Niederrad Triftstraße – Sachsenhausen Stresemannallee/Mörfelder Landstraße – Oppenheimer Landstraße – Südbahnhof                                                  | C                       |
| X61     | Expressbus                       | Flughafen Terminal 1 – Gateway Gardens Nord – Sachsenhausen Stresemannallee/Mörfelder Landstraße – Südbahnhof | C                       |
| n61     | Regionaler Nachtbus              | Konstablerwache – Ostbahnhof – Mainkur Bahnhof → Enkheim – Maintal-Bischofsheim – Maintal-Dörnigheim – Hanau Freiheitsplatz – Hanau Hauptbahnhof | MKK-Hanau Nord-Süd      |
| 62      | Stadtbus                         | Flughafen Terminal 1 – Flughafen Terminal 2 – Schwanheim Rheinlandstraße – Alt-Schwanheim | C                       |
| 63      | Stadtbus                         | Eschersheim Weißer Stein – Anne-Frank-Siedlung – Hagebuttenweg – Preungesheim – Preungesheim Gravensteiner Platz | E                       |
| 64      | Stadtbus                         | Ginnheim Mitte – Platensiedlung – Dornbusch – Miquel-/Adickesallee – Bremer Straße (Uni Campus Westend) – Alte Oper – Hauptbahnhof – Gutleutviertel Rotfeder-Ring                                                                                                | E                       |
| OF-64   | Sonstiger Lokalbus               | Sprendlingen Einsteinstraße – Sprendlingen Bürgerhaus – Buchschlag Bahnhof – Flughafen Terminal 1 |                         |
| 65      | Stadtbus                         | (Bad Homburg Ober-Erlenbach –) Nieder-Erlenbach Im Fuchsloch – Bad Vilbel Massenheim – Bad Vilbel Bahnhof | G                       |
| n65     | Regionaler Nachtbus              | Konstablerwache – Hanauer Landstraße – Offenbach-Kaiserlei – Offenbach Marktplatz | NachtExpress Rhein-Main |
| 66      | Stadtbus                         | Eschersheim Weißer Stein – Anne-Frank-Siedlung – Hagebuttenweg – Berkersheim Am Neuenberg | E                       |
| 67      | Sonstiger Lokalbus               | Rüsselsheim – Mörfelden Bahnhof – Walldorf Bahnhof – Flughafen Terminal 1 |                         |
| 68      | Stadtbus                         | Kelsterbach Gesamtschule – Kelsterbach Bahnhof – Schwanheim (– Nied Kirche – Höchst Zuckschwerdtstraße/Bolongaropalast – Höchst Bahnhof ) | C                       |
| 69      | Stadtbus                         | Ginnheim Markus-Krankenhaus – Ginnheim Mitte – Eschersheim Weißer Stein – Dornbusch Hügelstraße | G                       |
| 71      | Stadtbus                         | Nordwestzentrum → Nordweststadt → Niederursel Gerhart-Hauptmann-Ring → Nordwestzentrum | A                       |
| n71     | Regionaler Nachtbus              | Konstablerwache – Sachsenhäuser Warte – Neu-Isenburg – Sprendlingen – Langen – Egelsbach – Darmstadt | LOF West 1              |
| 72      | Sonstiger Lokalbus               | Bischofsheim Fachmarktzentrum – Bischofsheim Bahnhof – Rüsselsheim – Raunheim – Kelsterbach Bahnhof – Flughafen Terminal 1 |                         |
| M72     | Metrobus                         | Nordwestzentrum – Nordweststadt – Niederursel Krankenhaus Nordwest – Praunheimer Brücke – Hausen – Industriehof – Rödelheimer Landstraße – Rödelheim Bahnhof | A                       |
| n72     | Regionaler Nachtbus              | (Flughafen Tor 32 –) Flughafen Terminal 1 – Neu-Isenburg – Offenbach Marktplatz / Dietzenbach Mitte | LOF West 1              |
| 73      | Sonstiger Lokalbus               | Industriepark Höchst Tor Süd (Mo–Fr) / Kelsterbach Friedhof (Sa, So, F) – Kelsterbach Bahnhof – Kelsterbach Baugéplatz – Flughafen Terminal 1 | LGG-Nord                |
| M73     | Metrobus 8                       | Nordwestzentrum – Nordweststadt – Niederursel Krankenhaus Nordwest – Praunheimer Brücke – Hausen – Industriehof – Bockenheim Westbahnhof | A                       |
| 75      | Stadtbus                         | Bockenheimer Warte → Westend-Süd Senckenbergmuseum → Bontanischer Garten → Bremer Straße → Uni Campus Westend → Palmengarten → Bockenheimer Warte | D                       |
| X77     | Expressbus                       | Flughafen CargoCity Süd – Gateway Gardens Mitte – Sachsenhausen Stresemannallee/Mörfelder Landstraße – Südbahnhof | C                       |
| 78      | Stadtbus                         | Schwanheim Rheinlandstraße – Goldstein – Lyoner Quartier – Bürostadt Niederrad – Niederrad Bahnhof – Triftstraße – Sachsenhausen Stresemannallee/Mörfelder Landstraße – Stresemannallee – Südbahnhof                                                             | C                       |
| 79      | Stadtbus                         | Niederrad Bahnhof → Bürostadt Niederrad → Lyoner Quartier → Haardtwaldplatz → Niederrad Bahnhof | C                       |
| 80      | Verstärkerbus                    | Stadion Osttribüne – Sachsenhausen Stresemannallee/Mörfelder Landstraße – Südbahnhof | C                       |
| 81      | Stadtbus                         | Oberrad Buchrainplatz → Waldfriedhof Oberrad → Goldbergweg → Balduinstraße → Oberrad Buchrainplatz | H                       |
| 82      | Stadtbus                         | Oberrad Buchrainplatz → Waldfriedhof Oberrad → Melanchthonplatz → Wiener Straße → Oberrad Buchrainplatz | H                       |
| 82      | Sonstiger Lokalbus               | Raunheim Sportpark – Raunheim Bahnhof Nordseite – Kelsterbach Berliner Straße – Flughafen Terminal 1 |                         |
| 83      | Stadtbus                         | Seckbach Lohrberg – Unfallklinik/B3 – Friedberger Warte (nur im Sommerhalbjahr) | D                       |
| 84      | Stadtbus                         | Niederrad Oberforsthaus – Gerauer Straße – Niederrad Bahnhof – Haardtwaldplatz – Mainfeld – Niederrad Niederräder Landstraße | F                       |
| 87      | Stadtbus                         | Galluswarte – Gutleut-/Heilbronner Straße – Gutleutviertel Briefzentrum | A                       |
| 89      | Stadtbus                         | Griesheim Erzbergerstraße – Griesheim Bahnhof – Griesheim Bingelsweg – Rebstock Leonardo-da-Vinci-Allee | B                       |
| X95     | Regionaler Expressbus            | Büdingen Bahnhof – Ronneburg – Erlensee – Bruchköbel – Hessen-Center – Enkheim | F-Ost                   |
| n96     | Regionaler Nachtbus              | Konstablerwache → Heilsberg → Bad Vilbel Bahnhof → Niederdorfelden → Schöneck → Bad Vilbel Bahnhof | F-Ost                   |
| 103     | Sonstiger Lokalbus               | Bornheim Prüfling – Bornheim Mitte – Bornheim Eissporthalle – Oberrad/Offenbach-Kaiserlei Westseite – Offenbach Marktplatz – Offenbach Ost – Offenbach-An den Eichen                                                                                             |                         |
| 104     | Sonstiger Lokalbus               | Oberrad/Offenbach-Kaiserlei Westseite – Offenbach Hafen – Offenbach Marktplatz – Offenbach-Lauterborn – Offenbach-Tempelsee |                         |
| 105     | Sonstiger Lokalbus               | Oberrad/Offenbach-Kaiserlei Westseite – Offenbach-Nordend – Offenbach Marktplatz – Offenbach-Musikerviertel – Offenbach-Lauterborn – Offenbach-Rosenhöhe |                         |
| 107     | Sonstiger Lokalbus               | Oberrad/Offenbach-Kaiserlei Westseite – Offenbach-Lauterborn – Offenbach Ost – Offenbach-Rumpenheim |                         |
| 108     | Sonstiger Lokalbus               | Oberrad/Offenbach-Kaiserlei Westseite – Offenbach-Westend – Offenbach Marktplatz – Offenbach-Lindenfeld – Offenbach Ost – Offenbach-Bürgel |                         |
| 251     | Regionalbus                      | Nordwestzentrum – Riedberg – Weißkirchen/Steinbach Bahnhof – Steinbach – Oberhöchstadt – Kronberg | HTK-Vordertaunus 3      |
| 253     | Regionalbus                      | Königstein Stadtmitte – Bad Soden – Sulzbach – MTZ – Klinikum Höchst – Höchst Bahnhof | HTK-Vordertaunus 3      |
| 259     | Regionalbus                      | Höchst Bahnhof – Sulzbach Bahnhof – Schwalbach Limes Bahnhof – Kronberg Süd – Oberursel Bahnhof | HTK-Vordertaunus 2      |
| 365     | Sonstiger Lokalbus               | Bad Homburg Bahnhof – Gonzenheim – Ober-Erlenbach – Nieder-Erlenbach – Bad Vilbel Massenheim – Bad Vilbel Bahnhof |                         |
| 551     | Regionalbus                      | Bad Vilbel Bahnhof – Bergen – Enkheim – Fechenheim Schießhüttenstraße – Offenbach Marktplatz – Neu-Isenburg-Gravenbruch | F-Ost                   |
| 652     | Regionalbus                      | Gravenbruch – Sachsenhausen-Süd Hainer Weg – Sachsenhäuser Warte – Südbahnhof | MKK-Hanau Nord-Süd      |
| 653     | Regionalbus                      | Neu-Isenburg Gewerbegebiet Ost – Neu-Isenburg Isenburgzentrum Süd – Sachsenhausen-Süd Neu-Isenburg Stadtgrenze – Sachsenhäuser Warte – Südbahnhof | MKK-Hanau Nord-Süd      |
| 804     | Sonstiger Lokalbus               | (Schloßborn –) Eppenhain – Fischbach – Kelkheim – Sulzbach – MTZ – Klinikum Höchst – Höchst Bahnhof – Industriepark Höchst Tor Ost |                         |
| 810     | Sonstiger Lokalbus               | Hofheim Bahnhof – Kriftel (– Zeilsheim Neu-Zeilsheim) – Sulzbach MTZ – Eschborn Bahnhof – Schwalbach Limes Bahnhof |                         |
| 837     | Sonstiger lokaler Anrufsammelbus | Hattersheim – Sindlingen Friedhof – Okriftel Rathaus |                         |
| AIR     | Sonstiger Expressbus 9           | Darmstadt Kongresszentrum – Darmstadt Hauptbahnhof – Flughafen Terminal 1 – Flughafen Terminal 2 |                         |
|         |                                  | | [ 11 ] [ 12 ] [ 20 ]    |

## Fernbusbahnhof
Der Fernbusbahnhof Frankfurt am Main (kurz: Frankfurt am Main ZOB) ist ein unmittelbar südlich des Hauptbahnhofs befindlicher Busbahnhof, der seit dem 9. April 2019 die bisher am Straßenrand verteilen Fernbushaltestellen an einfachen Bussteigen bündelt.